# آیونیا (میشیگان)
آیونیا، میشیگان (به انگلیسی: Ionia, Michigan) یک شهر در ایالات متحده آمریکا با جمعیت ۱۱٬۳۹۴ نفر است که در میشیگان واقع شده‌است.

## موقعیت جغرافیایی
موقعیت جغرافیایی شهرها و مناطق اطراف به شرح زیر است: